# Cytharomorula vexillum
Cytharomorula vexillum is een slakkensoort uit de familie van de Muricidae. De wetenschappelijke naam van de soort is voor het eerst geldig gepubliceerd in 1953 door Kuroda.